# مارابلا

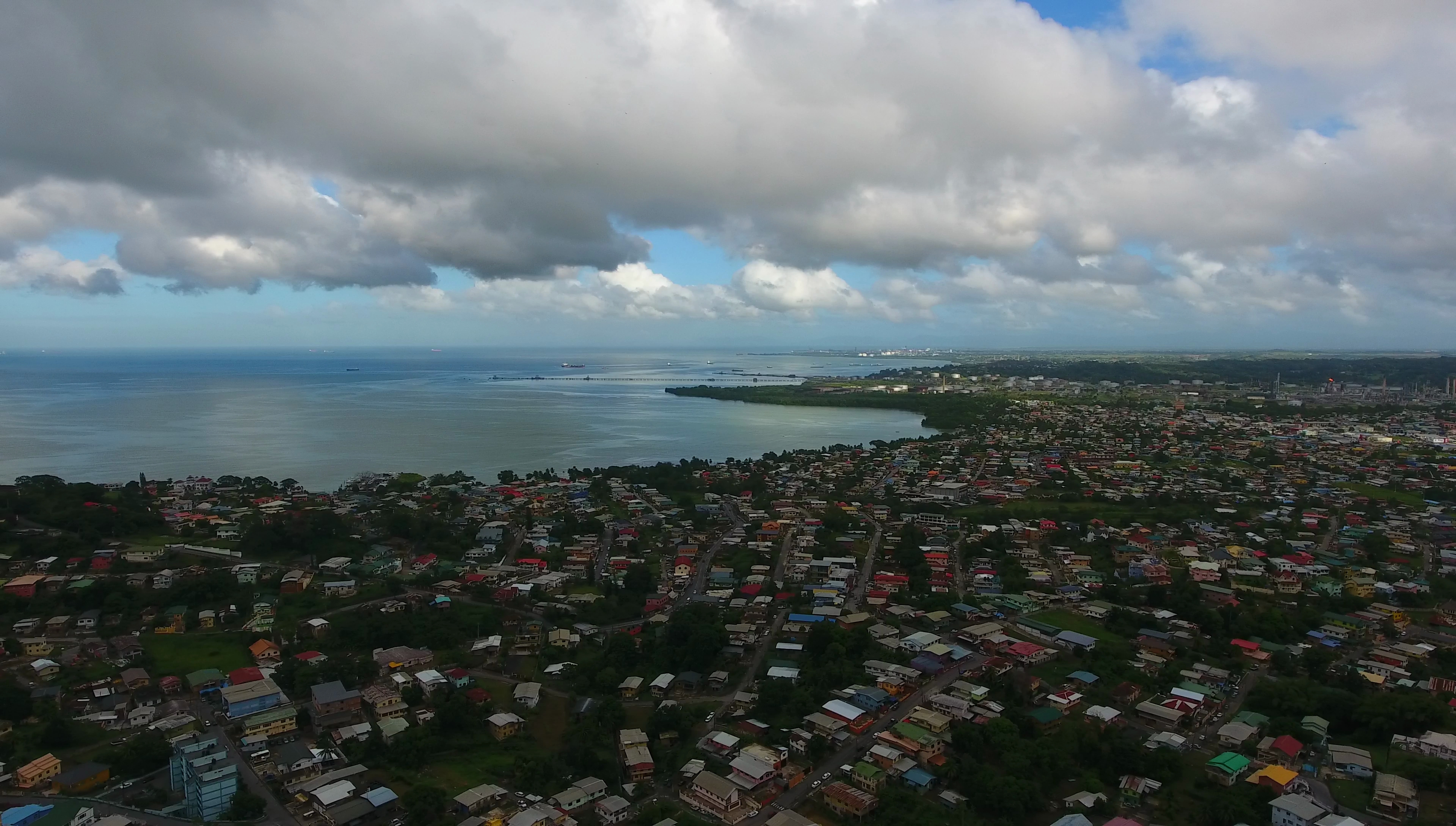
عکس هوایی از مارابلا. در پس زمینه: مناطق صنعتی Pointe-à-Pierre بالا سمت چپ: خلیج پریا

مارابلا (به انگلیسی: Marabella) شهری در کشور ترینیداد و توباگو، استان پرنسس تاون است که جمعیت آن در سرشماری سال ۲۰۰۵ میلادی ۲۶٫۷۰۰ نفر بوده‌است.